# Oribotritia bipartita
Oribotritia bipartita är en kvalsterart som beskrevs av Wojciech Niedbała 2000. Oribotritia bipartita ingår i släktet Oribotritia och familjen Oribotritiidae. Inga underarter finns listade i Catalogue of Life.